# Алба-Юлія
А́лба-Ю́лія (рум. Alba Iulia румунська вимова: [ˌalba ˈjuli.a] ⓘ; нім. Karlsburg або Carlsburg, раніше Weißenburg, угор. Gyulafehérvár, лат. Apulum, осман. Erdel Belgradı або Belgrad-ı Erdel) — місто в Центральній Румунії, адміністративний центр повіту Алба. Розташоване у Трансильванії, на р. Муреш. 66 369 мешканців (2002).
Адміністративно місту підпорядковані такі села:
- Беребанц
- Мічешть
- Оарда
- Пикліша

## Історія
Столиця стародавньої держави даків. Давньоримська військова фортеця.

## Господарство
Винна, борошномельна та інші галузі харчової промисловості, виробництво взуття. Металообробні, деревообробні, швейні підприємства, завод вогнетривів.

## Архітектура
Збереглися романський собор святого Михаїла (13 ст.), ренесансна капела Лацо (відкрита в 1512), барочна фортеця (1-а половина 18 ст.).